# Jámison Olave
Jámison Olave, né le 21 avril 1981 à Medellín, est un footballeur colombien devenu entraîneur. Durant sa carrière de joueur, de 2001 à 2017, il évolue au poste de défenseur. Depuis 2019, il est l'entraîneur des Real Monarchs.

## Biographie
Il est élu Défenseur de l'année de MLS en 2010.

## Carrière
- 2001 :  Deportivo Cali
- 2002 :  CD Atlético Huila
- 2003 :  Patriotas FC
- 2004 :  Boyacá Chicó FC
- 2005-2007 :  Deportivo Cali
- 2008-2012 :  Real Salt Lake
- 2013-2014 :  New York Red Bulls
- 2015-2017 :  Real Salt Lake